# Церковь в Блиндове
Деревенская церковь в Блиндове (нем. Dorfkirche in Blindow) — протестантская церковь в районе Блиндов города Пренцлау; в каменном здании храма сохранился фрагмент фасада (щипец), созданный в XIII веке; церковные окна были расширены в середине XIX века. Является памятником архитектуры.

## История и описание
Деревенская церковь в Блиндове, сегодня являющимся районом города Пренцлау, представляет собой прямоугольное каменное здание, в котором с восточной стороны сохранился фрагмент фронтона (щипец), созданный в XIII веке. Окна изначально романского храма были расширены в середине XIX века, а западная башня-колокольня была пристроена около 1885 года; оштукатуренная же квадратная верхняя часть колокольни появилась в 1917 году. Трехъярусный алтарь церкви, отличающийся рельефными сценами и аллегорическими фигурами, относится к 1607 году. Кафедра с рельефными гербами была построена примерно в то же время — около 1600 года. Купель для крещения была создана в XIV века — она является самой старой частью интерьера храма.
Перед алтарем находятся две могильные плиты XVIII века. Эмпоры и скамьи были добавлены в XVIII веке, в то время как церковный орган был построен Карлом Августом Буххольцем (1796—1884) в первой половины XIX века и перестроен фирмой «Grüneberg» (Щецин) в 1911 году. Витражи храма были созданы по эскизам Отто Линнемана (1876—1961) из Франкфурта.